# Mizar (gwiazda)
Mizar (Zeta Ursae Majoris, ζ UMa) – gwiazda w konstelacji Wielkiej Niedźwiedzicy. Wchodzi w skład asteryzmu Wielkiego Wozu. Jest oddalona o około 86 lat świetlnych od Słońca.

## Nazwa
Tradycyjna nazwa gwiazdy, Mizar, jest wynikiem zniekształcenia oryginalnej arabskiej nazwy ‏المراق‎ al-maraqq, oznaczającej „bok” lub „pachwinę” Niedźwiedzicy, która jest też źródłem nazwy gwiazdy Merak. Scaliger w XVI wieku przypisał gwieździe nazwę w formie Mizar, wywodząc ją od arab. ‏المئزر‎ miʼzar, co także oznacza „pachwinę”, albo „pas” Niedźwiedzicy. Międzynarodowa Unia Astronomiczna w 2016 formalnie zatwierdziła użycie nazwy Mizar dla określenia tej gwiazdy (ściśle – najjaśniejszego składnika ζ UMa Aa).

## Charakterystyka obserwacyjna

Położenie w gwiazdozbiorze

Jest to gwiazda leżąca w załamaniu „dyszla” Wielkiego Wozu. Wyróżnia ją to, że wraz z Alkorem, odległym o 11,8 minuty kątowej, tworzy układ podwójny widoczny gołym okiem. Dla Arabów para ta była „koniem i jeźdźcem”, a rozróżnienie gwiazd stanowiło test dobrego wzroku.
W 1650 roku włoski astronom Giovanni Battista Riccioli jako pierwszy stwierdził przy użyciu teleskopu, że sama Zeta Ursae Majoris jest gwiazdą podwójną; był to pierwszy układ podwójny odkryty za pomocą teleskopu. Jego jaśniejszy składnik, ζ UMa A, jest też pierwszą znaną gwiazdą spektroskopowo podwójną. Odkrycia tego dokonał amerykański astronom Edward Charles Pickering w roku 1889.

## Charakterystyka fizyczna

### Składniki
Cztery składniki Zeta Ursae Majoris to białe gwiazdy ciągu głównego należące do typu widmowego A o temperaturach 7500–9000 K i jasności od 10 do 30 razy większej niż jasność Słońca. Jaśniejszą parę ζ UMa A tworzą gwiazdy o masie około 2,5 razy większej niż masa Słońca, a słabszą ζ UMa B gwiazdy o masie około 1,6 masy Słońca. Ze względu na powolny obrót wokół osi, w ich atmosferach dochodzi do separacji pierwiastków i gwiazdy wykazują osobliwe widmo. Jaśniejsza para jest wzbogacona w krzem i stront, zaś słabsza ma silne linie metali, jest zubożona w glin i wapń, a bogata w krzem i metale ziem rzadkich takie jak cer i samar.

### Układ

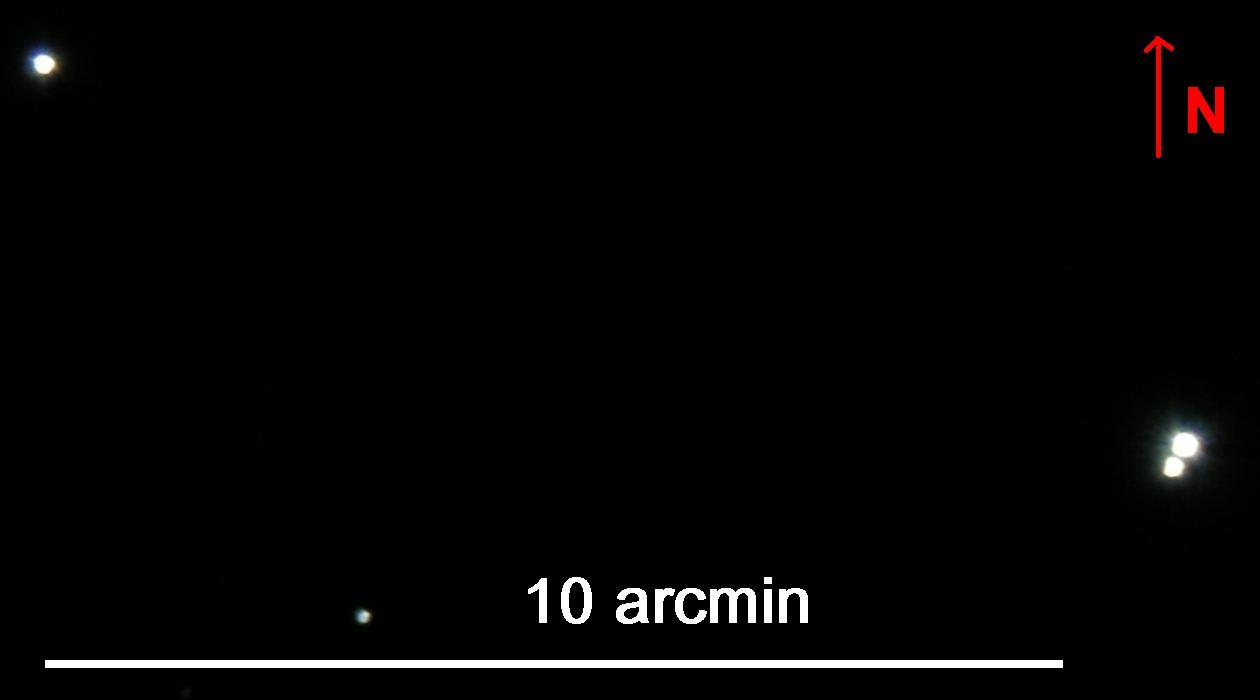
Dwa składniki Mizara (po prawej) rozdzielone na zdjęciu z teleskopu naziemnego

Zeta Ursae Majoris to gwiazda poczwórna, system tworzą dwie gwiazdy spektroskopowo podwójne. To, czy Mizar i Alkor są związane grawitacyjnie, długo stanowiło przedmiot kontrowersji; wykazują one taki sam ruch własny, ale pomiary paralaksy z sondy Hipparcos nie pozwalały wykluczyć możliwości, że są one położone w różnych odległościach od Słońca i wspólny ruch wynika tylko z przynależności do luźnej Gromady Wielkiej Niedźwiedzicy. Według najnowszych pomiarów sondy Gaia gwiazdy te mają jednakową paralaksę, z dokładnością do niepewności. Układ poczwórny Mizara i gwiazda podwójna Alkor tworzą razem układ sześciokrotny. Tak duża odległość sprawia, że jeden obieg Alkora wokół centralnej czwórki gwiazd trwa co najmniej 750 tysięcy lat.
Układ ten ma także wiele optycznych towarzyszek. Jedna z nich, gwiazda o wielkości 7,6m, która oglądana przez teleskop zdaje się leżeć bliżej Mizara niż Alkor, zyskała nazwę Sidus Ludoviciana lub Stella Ludoviciana („Gwiazda Ludwika”); ma ona jednak inny ruch własny i znajduje się w znacznie większej odległości od Słońca.